# Drobočnik
Drobočnik je naselje v Občini Tolmin.